# El Tiemblo
El Tiemblo è un comune spagnolo di 3 641 abitanti situato nella comunità autonoma di Castiglia e León.

## Voci correlate

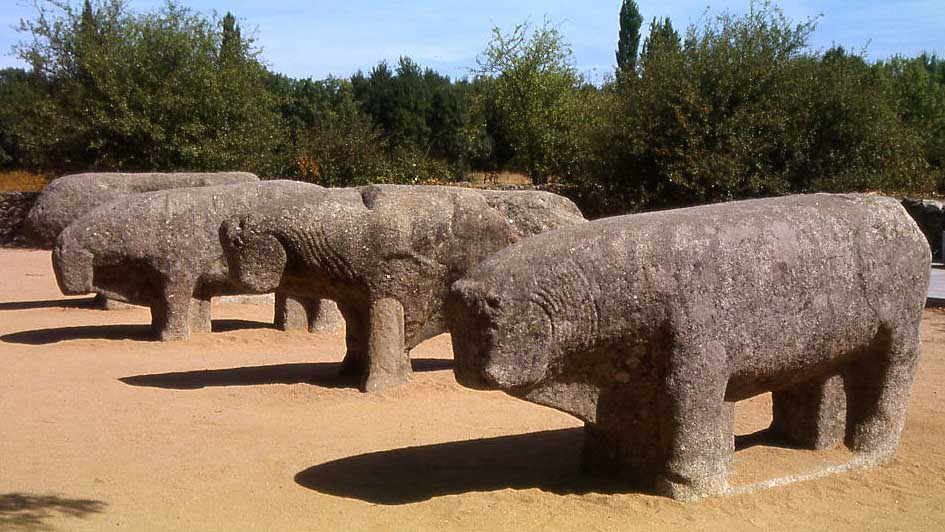
I tori di Guisando.